# Joaquín Costa Martínez

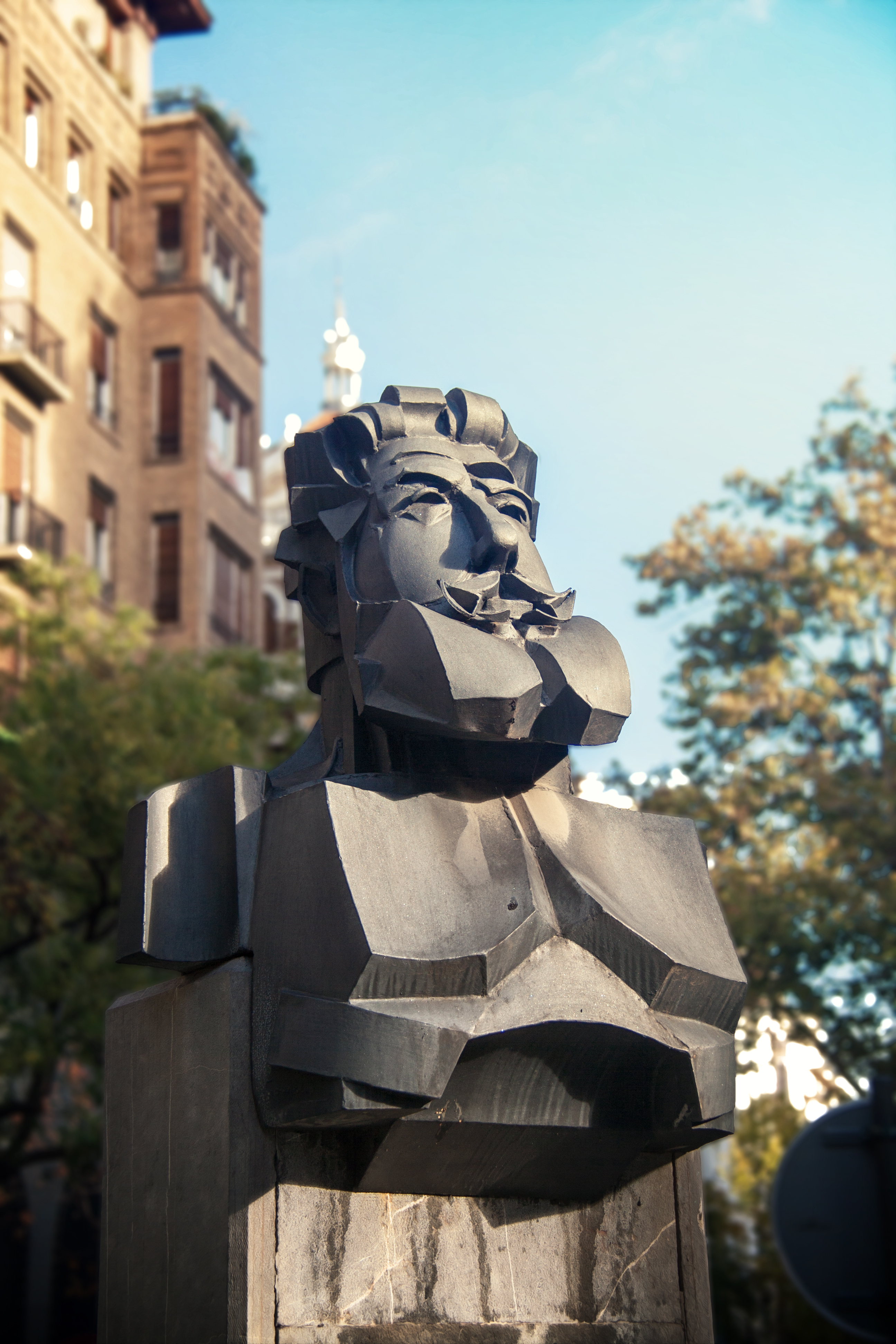
Monument a Joaquín Costa a Saragossa

Joaquín Costa Martínez (Montsó, Cinca Mitjà, 14 de setembre de 1846 - Graus, Ribagorça, 8 de febrer de 1911) fou un polític, jurista, economista i historiador aragonès, el representant més important del moviment intel·lectual vuitcentista espanyol conegut com el regeneracionisme.

## Biografia
A sis anys es traslladà amb la seva família a Graus, per la qual cosa també se l'anomena El lleó de Graus. A la ciutat d'Osca cursà el batxillerat, obtingué el títol de mestre i d'agrimensor. També estudià arquitectura, però sense acabar la carrera. Va ser pensionat pel govern espanyol per assistir a l'Exposició Universal de París de 1867. A Madrid es llicencià i doctorà en Dret i en Filosofia i Lletres. Va ser oficial lletrat d'Hisenda, notari, catedràtic i acadèmic.
Va tenir gran fama com orador; el seu estil, amb bells matisos en l'oratòria i farcit de citacions erudites i vehements, revela una voluntat d'expressió rica i versàtil, quasi romàntica.
L'any 1903 fou escollit diputat republicà al Congrés dels Diputats de Madrid, càrrec que abandonà el 1905 per la malaltia que patia, que l'invalidà els darrers anys de la seva vida (atròfia muscular).
La seva mort provoca una gran convulsió a Espanya. Va ser enterrat a Saragossa, ja que el poble s'oposà al trasllat de les seves despulles al futur panteó nacional de Madrid i també perquè els polítics monàrquics temien que un enterrament a Madrid fos com un plebiscit contra la monarquia.
Actualment, des de 1991, existeix una associació de notaris amb el nom de "Joaquín Costa".
Té dedicat un carrer a Barcelona, on des de 1934 hi ha el Centre Aragonès, així com a Sabadell, Terrassa, València o Osca.

## Idees polítiques
Segons l'historiador Alberto Gil Novales, hi ha una contradicció en el treball de Costa: ja que enuncia interiorment el mateix règim polític que pretén destruir. La informació que Costa utilitza en la seva obra no exclou pas els cacics i els membres de l'oligarquia en tant que homes representatius de la cultura del seu temps. En tant que resum definitiu de la investigació, Costa elaborà el 1902 un programa d'enunciats pràctics, que és pràcticament el seu testament polític, en els quals hi ha una barreja de grans horitzons amb algunes obsessions menors, molt localistes:
1. Canvi radical en l'aplicació i la direcció dels recursos i energies nacionals (pressupost invertit en l'educació, la colonització interior, els treballs hidràulics, la rehabilitació forestal, la recerca científica, etc.). En suma, "desafricanització" i "europeanització" d'Espanya.
2. Reforma de l'educació a tots els nivells, refent i refonent l'espanyol en el motlle europeu. El pla és molt detallat i on es veu una gran influència de Francisco Giner de los Ríos.
3. Baixada ràpida del preu del pa i de tots els aliments (a través de la millora de la productivitat i afavorint el crèdit agrícola).
4. Millora de la xarxa ferroviària.
5. Atribució de terres cultivables, amb dret de propietat perpetu i inalienable a aquells que la treballen i no les tenen com a pròpies. Com? "Derogant les lleis de desamortització relatives a les terres del comú (municipals), autoritzant els municipis a adquirir noves terres, creant horts comunals... I si amb això no n'hi hagués prou, expropiació i arrendament o fent censos de terres"...
6. Legislació social (contracte de treball, seguretat social, caixes de pensions).
7. Sanejament i europeïtzació monetària, per l'europeïtzació de l'agricultura, de la indústria minera i del comerç, de l'educació estatal, de l'administració pública i de la política, general i financera, que restableixi la confiança dels espanyols a Europa.
8. Creació d'un poder judicial digne de la seva funció.
9. Autogestió local: municipalització de serveis públics i de certes indústries o comerços (tramvies, telèfons, enllumenat públic, banys públics, safareigs, força motriu, molins fariners, escorxadors, gel, etc.).
10. "Renovació del liberalisme abstracte i legalista dominant, que ha mirat només a crear i garantir les llibertats públiques amb l'il·lusori instrument del Butlletí Oficial... reemplaçant-lo per un neoliberalisme orgànic, ètic i substantiu, que sigui atent per crear i associar les dites llibertats amb les actuacions personals dels dirigents principalment, dirigides a reprimir amb mà de ferro i sense treva a cacics i oligarques.

A manera de conclusió, afegeix a aquests punts la necessitat de realitzar simultàniament, sense retard i per decret totes les mesures anteriors i proposa la "renovació de tota la classe dirigent dels darrers vint-i-cinc anys, sense excloure la representació actual del poder moderador..."
Evidentment, Costa no coneix pràcticament el món industrial, i les seves proposicions de reforma agrària (a l'estil de Floridablanca, de Campomanes, d'Álvaro Flórez Estrada) són ben poc revolucionàries.

## Algunes obres
- Teoría del hecho jurídico individual y social, 1880
- Porvenir de la raza española, discurs, 1883 (text[Enllaç no actiu])
- Derecho consuetudinario del Alto Aragón, 1887
- La servidumbre entre los íberos, 1891
- Colectivismo agrario en España, doctrinas y hechos, 1898
- Oligarquía y caciquismo, 1901-1902.
- La fórmula de la agricultura española 1911